# Koncesja Selkirka
Koncesja Selkirka – nadanie ziemskie około 300 tysięcy kilometrów kwadratowych na terenie dzisiejszej prowincji Kanady Manitoba oraz stanów USA Minnesota i Dakota Północna dokonane przez Kompanię Zatoki Hudsona na rzecz Lorda Selkirka w 1809.
Od początku swej administracji Ziemi Ruperta, Kompania starała się nie dopuścić do osadnictwa na tym terenie, pragnąc zachować monopol na handel skórami i innymi towarami. Zakaz ten był wielokrotnie łamany poprzez nielegalne osadnictwo, najczęściej Metysów. Kompania tolerowała to głównie ze względu na wartość usług świadczonych jej przez Metysów. Koncesja Selkirka była pierwszym wyłomem w tej regule. Thomas Douglas, który przeszedł do historii jako Lord Selkirk, obiecał Kompanii dostarczanie 200 pracowników rocznie, zapewnienie pewnych źródeł zaopatrzenia w żywność i pomoc w osiedlaniu się emerytowanych pracowników Kompanii.

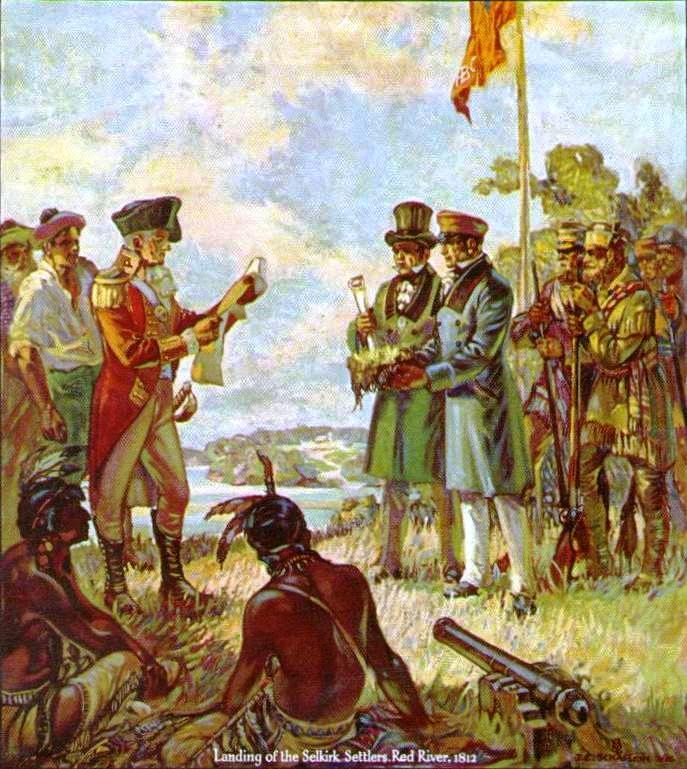
Przybycie osadników sprowadzonych przez Lorda Selkirka nad Red River w 1812 roku. Rysunek z pierwszej połowy XX wieku.

Akcja osiedleńcza, głównie ubogich szkockich rolników pochodzących z hrabstwa Selkirków w Szkocji rozpoczęła się w 1811. Po kilku ciężkich latach, głównie z powodu nieprzystosowania kolonistów do trudnego klimatu i konieczności przestawienia się na odmienne metody uprawy, kolonia rozłożona wzdłuż Red River, której centrum stanowił Fort Garry (dzisiejszy Winnipeg), zaczęła się prężnie rozwijać. W pierwszych latach istnienia kolonii miały miejsce liczne konflikty z zamieszkującymi te same tereny społecznościami metyskimi. Kulminacją tego konfliktu była akcja zbrojna, która zakończyła się klęską kolonistów w bitwie pod Siedmioma Dębami. W późniejszych latach stosunki pomiędzy szkockimi kolonistami a Metysami ułożyły się poprawnie i w dolinie Red River powstała prężna kolonia nosząca wszelkie cechy społeczności kresowej.